# Beyond The Event Horizon
Beyond The Event Horizon – polski zespół rockowy, grający muzykę instrumentalną, założony w Poznaniu w 2010 roku.

## Historia
Zespół Beyond The Event Horizon powstał w Poznaniu w 2010 roku. Jego nazwa inspirowana była filmem Event Horizon.
Skład zadebiutował wydanym w 2014 roku albumem „Event Horizon”. Kolejne nagrania kwartetu ukazały się w 2018 roku na minialbumie zatutyłowanym „FAR”. Wydawnictwo zawiera 4 kompozycje, na których mocno zarysowały się instrumenty elektroniczne. Trzeci album zespołu, zatytułowany „Leaving The 3rd Dimension” ukazał się w marcu 2020 roku.
Wszystkie nagrania dokonane zostały w studio Perlazza, gdzie realizatorem i producentem był Przemysław „Perła” Wejmann.
W lipcu 2018 zespół wystąpił na 12. Festiwalu Rocka Progresywnego im. Tomasza Beksińskiego w Toruniu.

## Skład
Członkowie zespołu:
- Adam Kowalka – gitara

- Maciej Hildebrandt – gitara basowa
- Paweł Michałowski – perkusja

- Tytus Adamczewski – instrumenty klawiszowe

## Dyskografia
Albumy studyjne
- „Event Horizon” (2014)[2][3]
- „Leaving The 3rd Dimension” (2020)[2][5]

Minialbumy
- „FAR” (2018)[2][4]